# Bishun Khare
Bishun Narain Khare (Varanasi, 27 de junio de 1933 – 20 de agosto de 2013) fue un científico especializado en la química de las atmósferas planetarias y las moléculas relevantes en la biología. Publicó numerosos trabajos sobre tolinas, las moléculas orgánicas formada por la radiación ultravioleta o los rayos cósmicos. De 1968 a 1996, Khare trabajó en el Laboratorio de Estudios Planetarios de Carl Sagan de la Universidad de Cornell, y durante ese periodo de tiempo apareció en la serie de televisión Cosmos: Un viaje personal. De 1996 a 1998, trabajó en el Centro de Investigación Ames y de 1998 en adelante en el Instituto SETI. 
Después de su muerte, la Unión Astronómica Internacional nombró un cráter de Plutón con su nombre en su honor.